# Lottia pelta
Lottia pelta is een slakkensoort uit de familie van de Lottiidae. De wetenschappelijke naam van de soort is voor het eerst geldig gepubliceerd in 1833 door Rathke.